# Bussac
Bussac (okzitanisch: Buçac) ist eine französische Gemeinde mit 385 Einwohnern (Stand: 1. Januar 2022) im Département Dordogne in der Region Nouvelle-Aquitaine; sie gehört zum Arrondissement Nontron und zum Kanton Brantôme en Périgord. Zuständiger Gemeindeverband ist die Communauté de communes Dronne et Belle. Die Einwohner werden Bussacois bzw. Bussacoises genannt.

## Etymologie
Der Ortsname Bussac leitet sich vom Lateinischen Buccius ab, gefolgt vom Suffix -acum (Domäne, Herrschaftsgebiet des Buccius). Buccius dürfte ein gallorömischer Personenname gewesen sein.

## Geographie

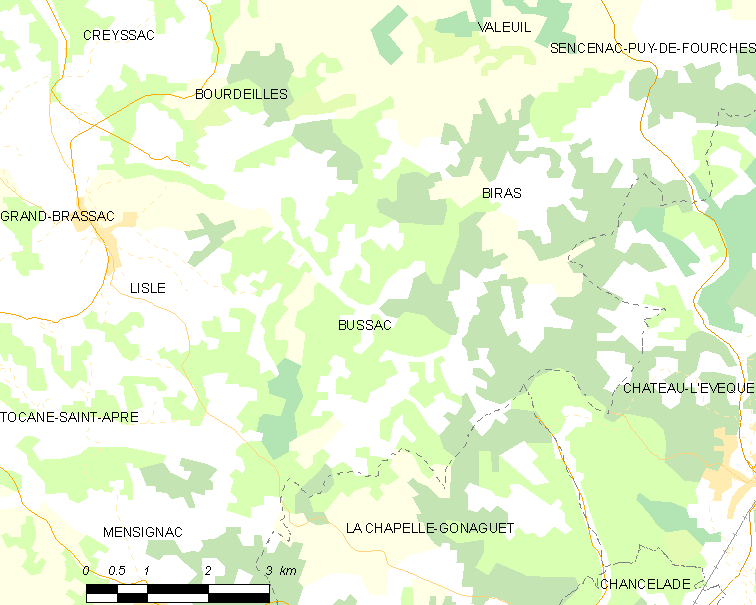
Lagekarte von Bussac

Bussac liegt etwa 13 Kilometer nordwestlich von Périgueux (Luftlinie) in der Landschaft Périgord vert. Es gehört zum Pays de Bourdeilles und liegt in der Übergangsregion zum Périgord blanc. Nach Lisle im Westen sind es 5 Kilometer, nach Chancelade im Südosten 9 Kilometer. Die Gemeinde fällt bereits unter den Einzugsbereich der Agglomeration Périgueux.
Die Nachbargemeinden von Bussac sind:
|           | Bourdeilles                                 |                  |
| Lisle     | Kompassrose, die auf Nachbargemeinden zeigt | Biras            |
| Mensignac | La Chapelle-Gonaguet                        | Château-l’Évêque |

Die Südostgrenze zu Château-l’Évêque beträgt nur 75 Meter, die Südwestgrenze zu Mensignac 600 Meter.
Die Gemeinde besteht aus folgenden Geländepunkten, Weilern, Gehöften und Mühlen:
Bas Tamisier, Bataillerie, Bidaud (Ruinen), Bois de l'Échelle, Borderage, Chante-Grenouille, Combe Noire, Crébantiéras, Croix Rouge, Haut Tamisier, L'Éden Vert, L'Épalourdie, La Brugère, La Forêt, La Genevrière, La Jubérie, La Lande, La Plansonnie, La Rousselie Basse, La Rousselie Haute, La Serve, Lafarge, Lavaud, Le Mas, Le Moulin de l'Échelle, Le Moulin du Pontey, Le Petit Valeuil (Ruinen), Le Picot, Le Tuiller, Le Valgizoux (Ruinen), Les Brandes, Les Combes, Les Grands Retours, Les Jalajoux, Mironcellas, Picot Haut, Prigonde, Puychâteau, Puyjean, Riviers, Saute-Mouton, Valpaput und Villat.
Der topographisch niedrigste Punkt der Gemeinde Bussac liegt auf 101 Meter im äußersten Nordwesten an der Donzelle (westlich von Les Combes), die hier die Gemeinde verlässt. Der höchste Punkt nimmt 218 Meter ein und befindet sich im Südwesten bei Croix Rouge. Die absolute Höhendifferenz beträgt 117 Meter, die durchschnittliche Meerhöhe 160 Meter. Das Rathaus kommt auf 127 Meter zu liegen.
Die Gemeinde besitzt eine Gesamtfläche von 16,84 Quadratkilometer.

### Verkehrsanbindung
Der Ortskern von Bussac liegt an keiner größeren Verkehrsader. Er ist aber über eine Kommunalstraße an die 600 Meter weiter südwestlich durch das Tal der Donzelle ziehende D 2 angebunden. Die D 2 verbindet La Tour-Blanche im Nordwesten mit Chancelade im Südosten. Von ihr gehen drei Querverbindungen in westliche Richtung nach Lisle aus. Den Ortskern verlassen Kommunalstraßen – einmal nach Nordosten hinüber zum Ortskern von Biras, sodann nach Osten durch das Gemeindegebiet von Biras hindurch zur D 939 von Brantôme nach Périgueux, sowie nach Südosten zur D 2 und weiter zum Ortskern von La Chapelle-Gonaguet. Die von der D 2 nach Osten abzweigende D 106 e1 berührt gerade noch die Nordgrenze zu Bourdeilles und führt sodann nördlich an Biras vorbei ebenfalls zur D 939. Die D 109 zweigt in der Nähe des Ortskerns von der D 2 nach Süden ab, folgt dem Tal der Donzelle und erreicht schließlich den Ortskern von Mensignac.

### Bodenbedeckung

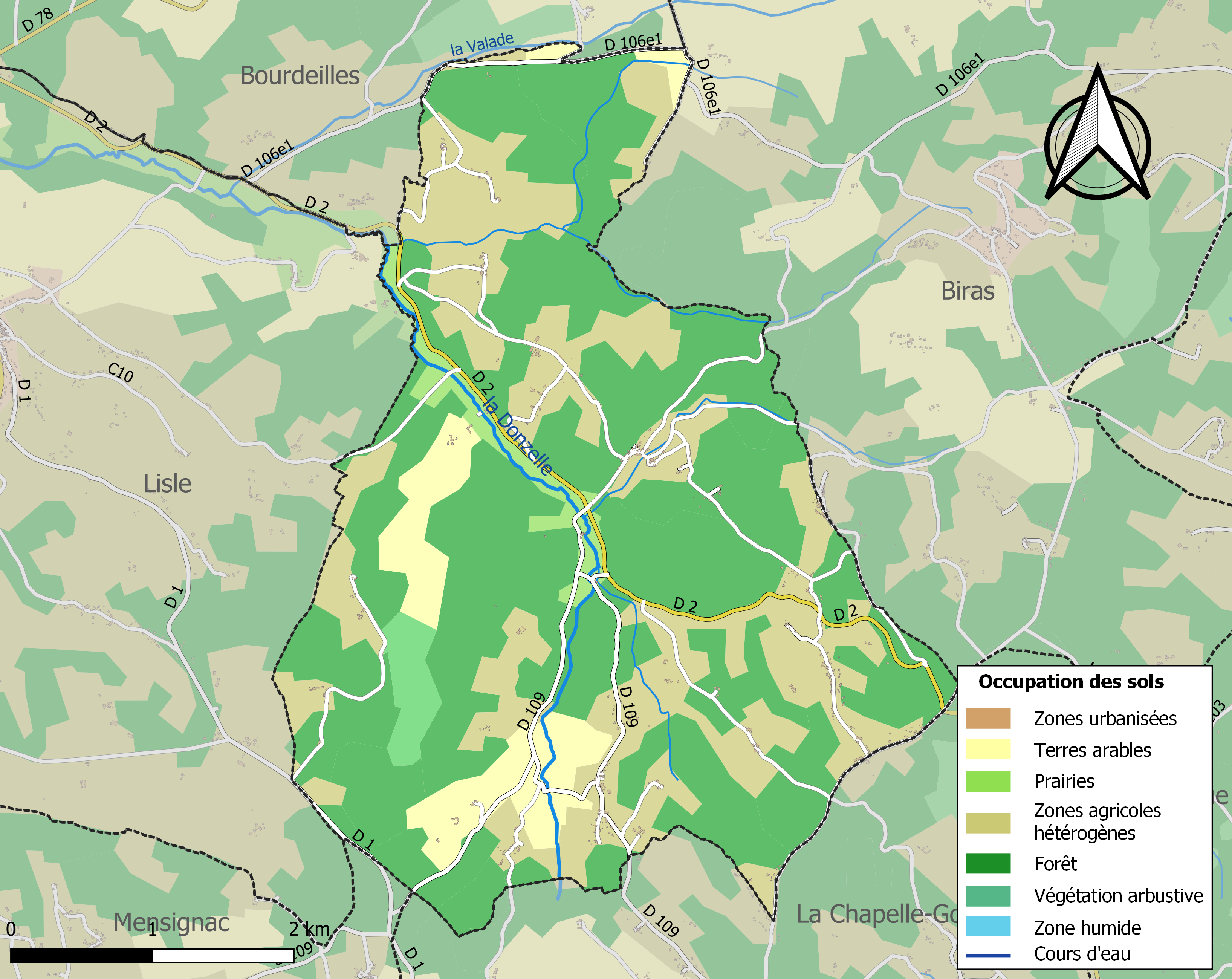
Bodenbedeckung in der Gemeinde Bussac

Die Bodenbedeckung der Gemeinde Bussac schlüsselt sich im Jahr 2012 gemäß der europäischen Datenbank CORINE Land Cover (CLC) wie folgt auf:
- Wälder oder seminaturelle Ländereien – 58,3 %
- heterogene landwirtschaftliche Nutzung – 30,6 %
- Ackerland – 7,4 %
- Wiesen – 2,1 %
- Buschwerk – 1,7 %.

Die forstwirtschaftliche Nutzung steht im Vordergrund.

### Fernwanderweg
Das Gemeindegebiet von Bussac wird vom Fernwanderweg GR 36 durchquert. Von Biras im Nordosten kommend durchzieht er die Gemeinde auf 5 Kilometer bis zum Ortskern. Er macht hier eine Richtungsänderung nach Südost und verläuft sodann weiter nach Chapelle-Gonaguet.

## Klima
Das Klima in Bussac ist gemäßigt; Regen fällt übers Jahr verteilt. Die Gemeinde besitzt ein abgeschwächtes ozeanisches Klima  mit gemäßigtem Sommer (Cfb nach Köppen und Geiger), das sich durch folgende Parameter auszeichnet:
| Klimaparameter im Zeitraum 1971–2000 |
| --- |
| - Jahresmittel: 12,3 °C - Anzahl der Tage unter −5 °C: 3,7 - Anzahl der Tage oberhalb 30 °C: 7,2 - Maximum im Tages-Temperaturunterschied: 14,9 °C - Jahresniederschlag: 943 mm - Niederschlagstage im Januar: 12,8 - Niederschlagstage im Juli: 7,0 |

Durch den Klimawandel zeichnen sich Erhöhungen im Jahresmittel ab, die sich bereits auch bemerkbar machen. So ist beispielsweise an der 48 Kilometer entfernten Wetterstation in Bergerac das langjährige Jahresmittel von 13,2 °C für 1971–2000 über 13,1 °C für 1981–2010 auf 13,3 °C für 1991–2020 angestiegen – ein Zuwachs um 0,1 °C innerhalb von 20 Jahren.

## Hydrographie

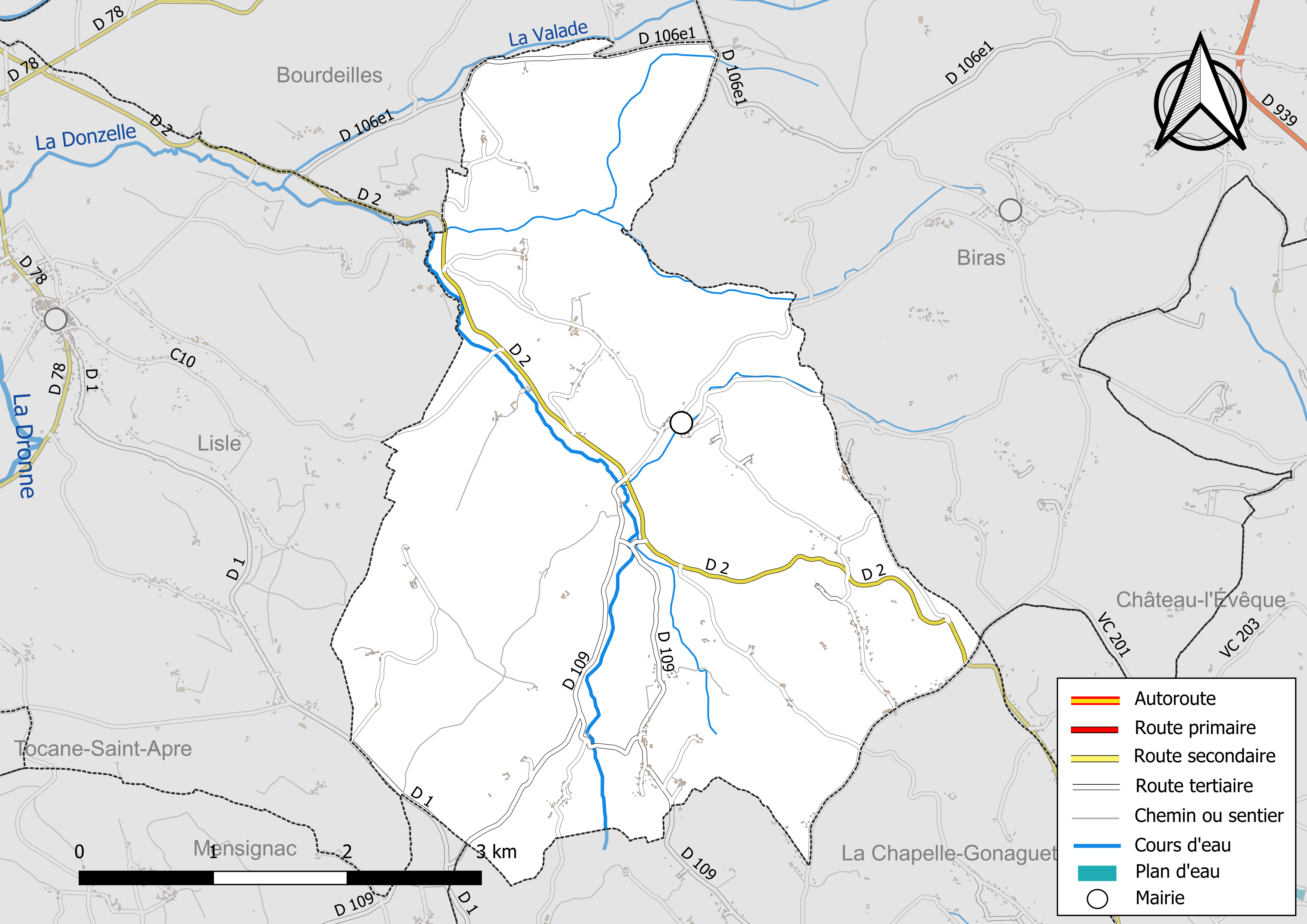
Hydrographische Karte von Bussac

Hauptfluter in der Gemeinde Bussac ist die Donzelle, ein linker Nebenfluss der Dronne. Sie entspringt unmittelbar südlich der Gemeindegrenze zu Chapelle-Gonaguet, fließt dann anfangs in nördlicher Richtung, dreht aber dann in der Nähe des Ortskerns auf Nordwest, um nach 10,29 Kilometer kurz vor Lisle in die Dronne zu münden. Sie legt in Bussac 5,5 Kilometer zurück, wovon die letzten 0,9 Kilometer als Grenze zu Lisle fungieren. Die Donzelle besitzt mehrere rechte und auch linke Seitenarme. Ein linker Seitenarm im Norden ist die bei Puy-de-Fourches im Osten entspringende Valade (bzw. Veyssonie). Sie bildet auf 500 Meter die Nordgrenze zu Bourdeilles. Weiter südlich folgt dann der beim Ortskern von Biras entstehende Ruisseau la Fontaine du Cluzeau – auf zirka 1 Kilometer die Grenze zu Biras. Sodann folgt ein namenloser Bach, der ebenfalls in der Gemeinde Biras seinen Ursprung hat und durch den Ortskern von Bussac fließt. Im Süden schließlich mündet beim Moulin du Pontey ein mehrarmiges System. Die linken Nebenarme sind alles Trockentäler, beispielsweise zwei kleine Trockentäler bei Valpaput, ein Trockental bei Rousselie Basse und ein recht verästeltes Trockentalsystem, das bei Saute-Mouton mündet und die Westgrenze zu Lisle darstellt.
Die Donzelle und ihre Seitenarme gehören zum Flusssystem Isle-Dronne.
Die Gesamtlänge des Entwässerungsnetzes in der Gemeinde Bussac beträgt 16 Kilometer.

## Geologie

Geologische Karte von Bussac

Bussac liegt vollständig auf flachliegenden Sedimenten des nördlichen Aquitanischen Beckens. Die anstehende Schichtenfolge stammt aus der Oberkreide und reicht vom Oberturon über Coniacium zum Obersanton. Ihr Einfallswinkel ist mit 5° nach Südwesten sehr sanft. Die Sedimente sind nur im Bereich der Talungen aufgeschlossen. Die Gemeinde wird ansonst von flächenmäßig sehr verbreiteten, tertiären Lockersedimenten abgedeckt. Tektonisch von Bedeutung ist eine Aufwölbung des Untergrunds – die Bussac-Antiklinale.

### Schichtenfolge
Die Schichtenfolge in der Gemeinde Bussac besteht aus Sedimenten der Oberkreide und reicht vom oberen Angoumien bis zum Obersanton. Das obere Angoumien oder Angoulême-Formation (Formation c3c) besteht aus kryptokristallinen, kiesartigen Kalken und kreidigen, rudistenführenden Kalken des Turoniums. Es erscheint an den Talseiten des Ruisseau la Fontaine du Cluzeau, am Flusslauf durch den Ortskern und am rechten Seitenarm der Donzelle nördlich von Haut Tamisier. Darüber legt sich Coniacium (Formation c4) – harte, kristalline Fossilkalke, die auch sandige Lagen aufweisen. Es folgt praktisch sämtlichen steil eingeschnittenen Talungen. Sodann erscheint Untersanton (Formation c5a) – graue, glaukonithaltige, plattige Kalke. Es wird von Mittel- und Obersanton (Formation c5b-c) abgedeckt. Hierbei handelt sich um mergelige Kalke mit Austernschill, siltige Mergel und graue, kreidige, glaukonithaltige Kalke mit schwarzem Feuerstein. Das abschließende Obersanton steht vorwiegend im Süden und an der Westgrenze des Gemeindegebietes an.

### Lockersedimente
Kolluviale Lockersedimente der Formation ACS bedecken die Oberkreide nahezu im gesamten Gemeindegebiet. Sie stammen aus dem Pleistozän und bestehen aus tonigen Sanden und enthalten schwarze Feuersteine, die vorwiegend aus dem Santonium, aber auch aus dem Coniacium hervorgegangen sind. Bemerkenswert ist ihr Reichtum an Dolinen, die sich im Südwesten, Süden und Südosten konzentrieren.
Der jetzige Talboden der Donzelle und ihrer Seitenarme wird von holozänem Alluvium der Formation Fz aufgefüllt. Die Talungen der Trockentäler sind hingegen von würmzeitlichem, gemischtem Kolluvium aus tonigen Sanden und Kalkbruchstücken (Formation CF-c) ausgekleidet.

### Tektonik
Tektonisch beherrschendes Element in der Gemeinde Bussac ist die N 170 streichende Bussac-Antiklinale. Sie vermittelt zwischen der N 120 streichenden La-Tour-Blanche-Antiklinale im Nordwesten und der N 135 streichenden Périgueux-Antiklinale im Südosten. Die Aufwölbung des Untergrundes macht sich durch das Erscheinen des oberen Angoumiens erkennbar. Die Struktur wird in der Nähe des Ortskerns von mehreren kleinen Störungen begleitet, welche dasselbe Streichen an den Tag legen. Inwieweit die Bussac-Antiklinale mit den beiden anderen Antiklinalen in Verbindung steht, ist nicht geklärt. Interessant ist aber die Tatsache, dass der Antiklinalzug südwestlich von Montmoreau ein identisches Eindrehen von N 120 auf N 170 manifestiert – was durch fortschreitende rechtsseitige Scherung in Ostsüdost- bis Südost-Richtung erklärt werden kann.

## Naturrisiken

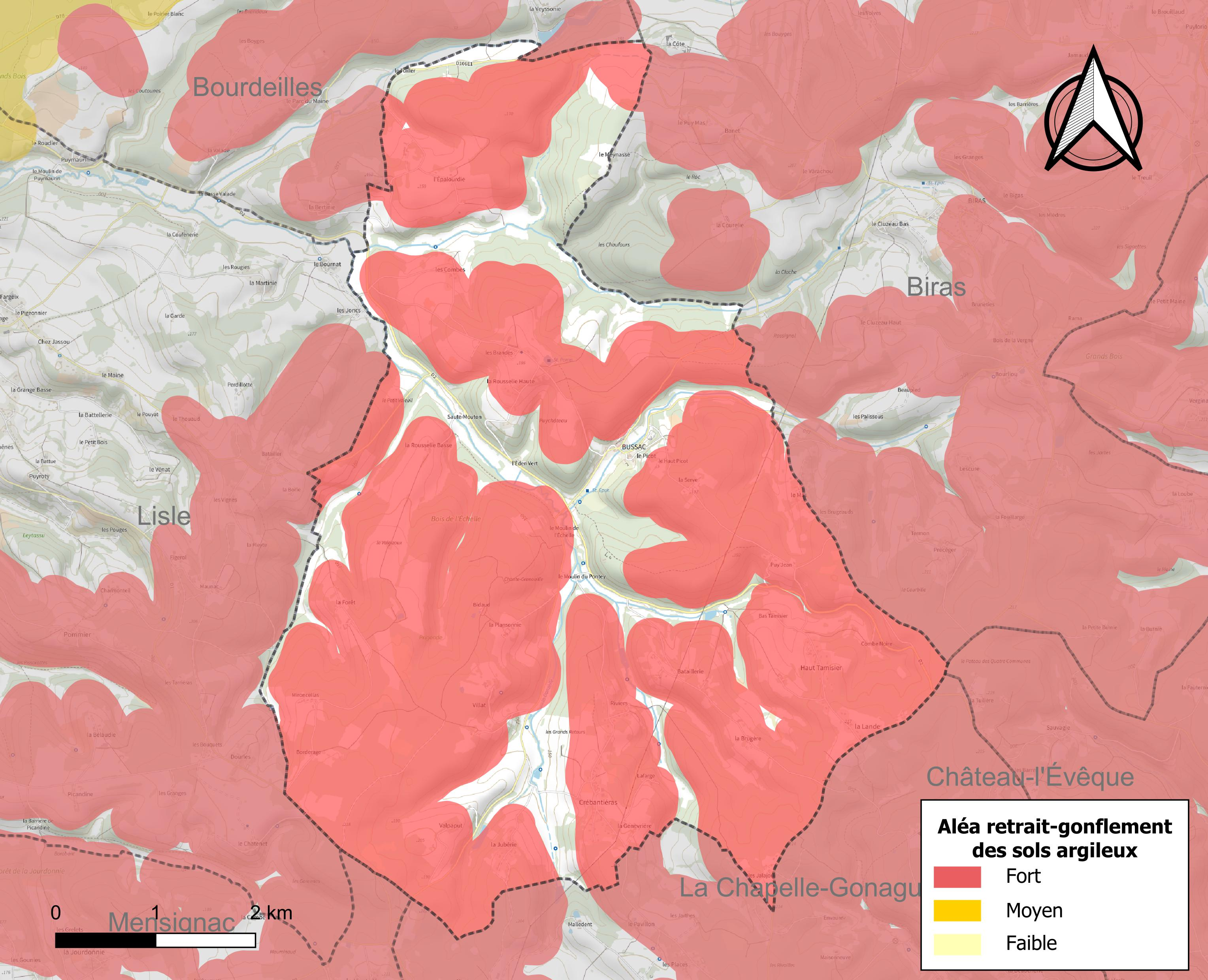
Risikokarte des Quellungs/Schrumpfungsverhältnisses von Tonmineralen in Böden für Bussac

Naturrisiken manifestieren sich in Bussac als
- Überschwemmungen und den mit ihnen assoziierten Schlammströmen und Hangrutschungen im Tal der Donzelle und ihrer Seitenarme
- Dürren
- Stürme
- Bodensetzungen.

In den Jahren 1982, 1983, 1988, 1999, 2018 (insbesondere 1999) kam es aufgrund erhöhter Niederschläge zu Überschwemmungen, größeren Bodenbewegungen und Rutschungen.
Dürrejahre waren 1989, 1992, 1995, 2003, 2009 und 2011. In diesen Jahren herrschte erhöhte Waldbrandgefahr.
Ein herausragendes Wintersturmereignis war das Sturmtief Martin im Dezember 1999, das enorme Schäden an den Wäldern und auch an der Infrastruktur hinterließ. Die Zerstörungen in den Wäldern sind selbst im Jahr 2022 noch zu erkennen.
Wie die Risikokarte zeigt, ist Bussac recht stark von der Gefahr durch Bodensetzungen betroffen, die Gefahren konzentrieren sich hierbei auf Böden des Kolluviums auf den Höhenlagen. Die Talungen und anstehende Oberkreide sind hiervon ausgenommen.
Die Erdbebengefahr ist als relativ niedrig einzustufen, am Westrand des Massif Central sind recht seltene Beben der Stärke 3 auf der Richterskala bekannt.

## Archäologie
In der Gemeinde Bussac sind drei archäologische Fundstätten bekannt – alle im offenen Gelände. Der Fundplatz Dourles-le-Châtenet hat Artefakten des Moustériens (bis 45.000 Jahre v. Chr.) erbracht – genauer MTA vom Typ B (Anmerkung: die Weiler Dourles und Le Châtenet befinden sich bereits im Gemeindegebiet von Lisle. Die Fundstätte liegt aber im Freien verstreut über einen Höhenrücken, der auch noch Bussac berührt.). Die Fundplätze L’Épalourdie und Valpaput zeichnen sich durch Funde des Neolithikums und des Chalkolithikums aus.

## Geschichte
Die jüngere Vergangenheit dürfte in Bussac mt den Gallorömern einsetzen, da deren Siedlungsspuren gefunden wurden. Das älteste Bauwerk in Bussac ist die aus Kalkstein erbaute romanische Ortskirche Saint-Pierre-et-Saint-Paul aus dem 12. Jahrhundert. Im 13. Jahrhundert wurde die Ortschaft erstmals in einem kirchlichen Register (einer so genannten pouillé) urkundlich als Bussas erwähnt. Im 14. Jahrhundert wurde die Ortskirche befestigt. Die Ortschaft wurde jetzt in ihrer latinisierten Form als Bussacum bezeichnet. Die Pfarrei Bussac war im Mittelalter eine von Bourdeilles abhängige Burggrafschaft (Französisch châtellenie).

## Bevölkerungsentwicklung
| Jahr | Einwohner |  |
| 1962 | 282       |  |
| 1968 | 210       |  |
| 1975 | 197       |  |
| 1982 | 200       |  |
| 1990 | 267       |  |
| 1999 | 322       |  |
| 2006 | 354       |  |
| 2007 | 358       |  |
| 2012 | 366       |  |
| 2013 | 375       |  |
| 2017 | 397       |  |
| 2020 | 398       |  |

Quelle: INSEE
Die Bevölkerungsentwicklung in Bussac war von 1962 bis 1975 rückläufig. Die Gemeinde erlebte aber ab 1982 einen starken Wiederanstieg bis auf das Niveau von 1911.
Die Bevölkerungsdichte in Bussac beträgt 23,6 Einwohner pro Quadratkilometer.

## Verwaltung
Bürgermeister in der Gemeinde Bussac ist seit Mai 2020 der parteilose Lehrer im Ruhestand Bernard Merle.

## Präsidentschaftswahlen 2022
| Kandidaten                       | Kandidaten            | Parteien                      | Parteien            | 1. Wahlgang | 1. Wahlgang | 2. Wahlgang | 2. Wahlgang |
| Kandidaten                       | Kandidaten            | Parteien                      | Parteien            | Stimmen     | %           | Stimmen     | %           |
| -------------------------------- | --------------------- | ----------------------------- | ------------------- | ----------- | ----------- | ----------- | ----------- |
|                                  | Marine Le Pen         | Front national                | FN                  | 95          | 38,00 %     | 136         | 64,15 %     |
|                                  | Emmanuel Macron       | En marche !                   | EM                  | 43          | 17,20 %     | 76          | 35,85 %     |
|                                  | Jean-Luc Mélenchon    | Front de gauche               | FDG                 | 56          | 22,40 %     |             |             |
|                                  | Éric Zemmour          | Reconquête                    |                     | 12          | 4,80 %      |             |             |
|                                  | Valérie Pécresse      | Les Républicains              | LR                  | 10          | 4,00 %      |             |             |
|                                  | Jean Lassalle         | Résistons !                   | R                   | 14          | 5,60 %      |             |             |
|                                  | Anne Hidalgo          | Parti socialiste              | PS                  | 2           | 0,80 %      |             |             |
|                                  | Fabien Roussel        | Parti communiste français     | PC                  | 5           | 2,00 %      |             |             |
|                                  | Nicolas Dupont-Aignan | Debout la République          | DLR                 | 6           | 2,40 %      |             |             |
|                                  | Yannick Jadot         | Europe Écologie-Les Verts     | EELV                | 2           | 0,80 %      |             |             |
|                                  | Nathalie Arthaud      | Lutte Ouvrière                | LO                  | 3           | 1,20 %      |             |             |
|                                  | Philippe Poutou       | Nouveau Parti anticapitaliste | NPA                 | 2           | 0,80 %      |             |             |
|                                  |                       |                               |                     |             |             |             |             |
| Gesamt                           | Gesamt                | Gesamt                        | Gesamt              | 250         | 100 %       | 212         | 100 %       |
|                                  |                       |                               |                     |             |             |             |             |
| Gültige Stimmen                  | Gültige Stimmen       | Gültige Stimmen               | Gültige Stimmen     | 250         | 96,15 %     | 212         | 84,80 %     |
| Ungültige Stimmen                | Ungültige Stimmen     | Ungültige Stimmen             | Ungültige Stimmen   | 10          | 3,85 %      | 38          | 15,20 %     |
| Wahlbeteiligung                  | Wahlbeteiligung       | Wahlbeteiligung               | Wahlbeteiligung     | 260         | 80,25 %     | 250         | 77,16 %     |
| Enthaltungen                     | Enthaltungen          | Enthaltungen                  | Enthaltungen        | 64          | 19,75 %     | 74          | 22,84 %     |
| Registrierte Wähler              | Registrierte Wähler   | Registrierte Wähler           | Registrierte Wähler | 324         |             | 324         |             |
|                                  |                       |                               |                     |             |             |             |             |
| Quelle: Ministère de l'Intérieur |                       |                               |                     |             |             |             |             |

Die Präsidentschaftswahlen 2022 in Bussac konnte Marine Le Pen mehr als deutlich für sich entscheiden. Im ersten Wahlgang hatte Jean-Luc Mélenchon zwar noch die zweitmeisten Stimmen erhalten, war aber dann auf nationaler Ebene für die Stichwahl im zweiten Wahlgang ausgeschieden.

## Wirtschaft

### Beschäftigung
Im Jahr 2015 betrug die erwerbsfähige Bevölkerung zwischen 15 und 64 Jahren 188 Personen (48,1 % der Gesamtbevölkerung). Als arbeitslos waren 23 Personen gemeldet, die Arbeitslosigkeit belief sich somit auf 12,0 % – ein Anstieg um 8 Personen (gegenüber 15 Personen im Jahr 2011).

### Unternehmen
Am 31. Dezember 2015 waren in der Gemeinde Bussac 34 Unternehmen angesiedelt, davon 17 in Handel, Transport und Dienstleistungen, 5 in Landwirtschaft, Forst oder Fischerei, 5 im Baugewerbe, 4 in Verwaltung, Bildung, Gesundheit oder Sozialhilfe und 3 in der Industrie.

## Sehenswürdigkeiten
- Kirche Saint-Pierre-et-Saint-Paul aus dem 12. Jahrhundert, umgebaut im 14. Jahrhundert, Monument historique
- Landsitz (Chartreuse) Valpaput
- Taubenturm von Rousselie Basse

## Photogalerie

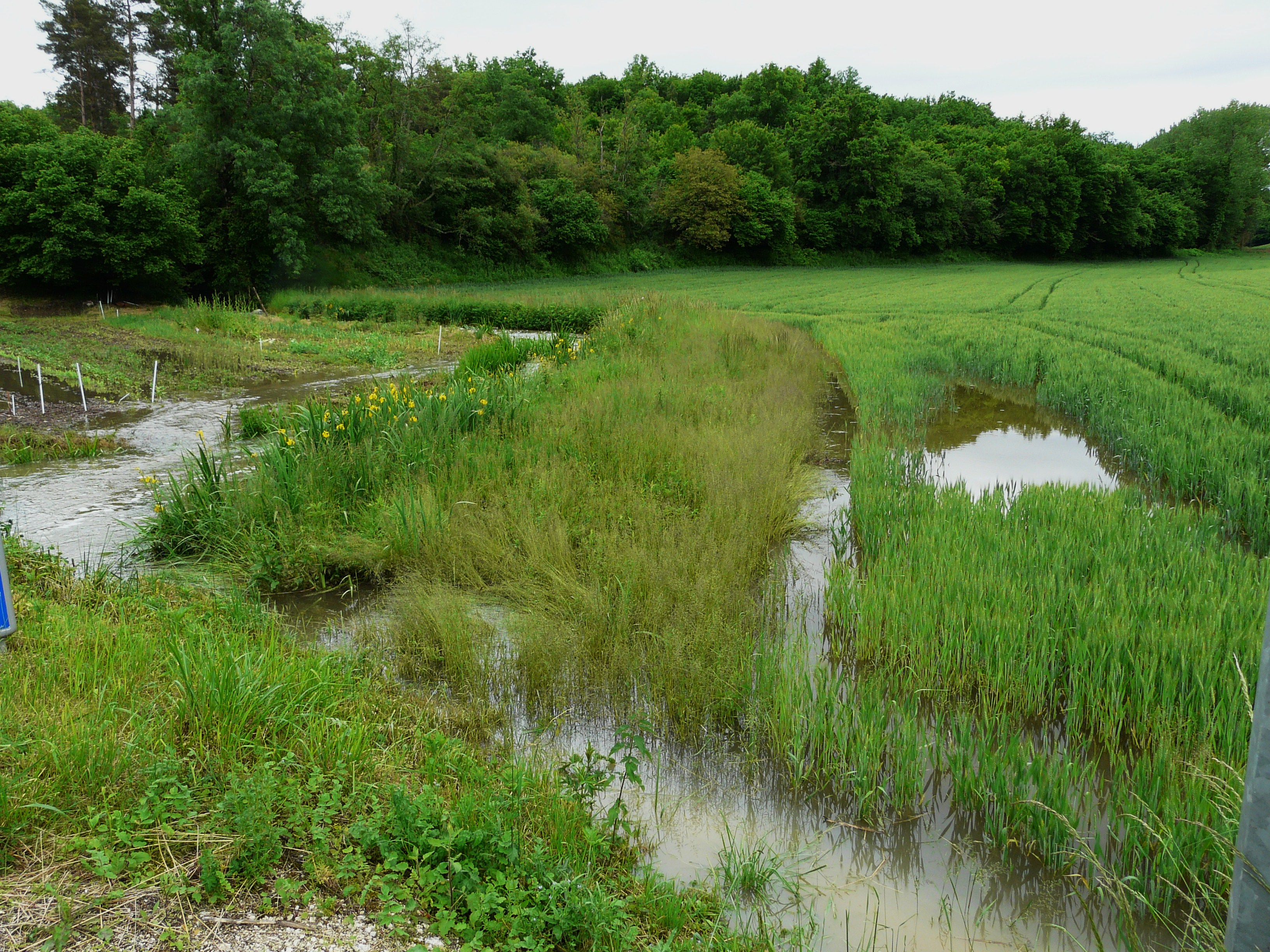
Die Donzelle unterhalb vom Moulin de Pontey
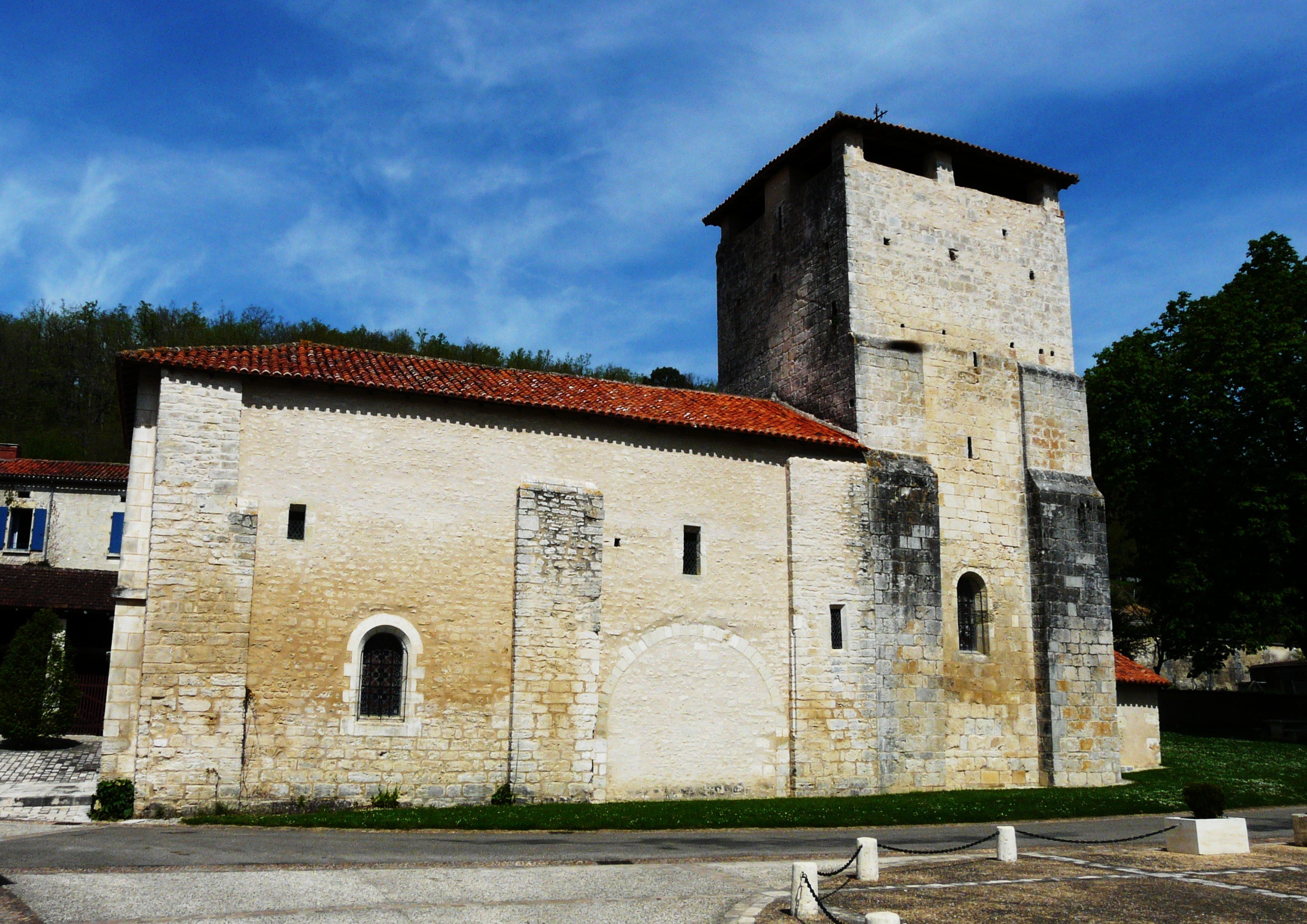
Ortskirche Saint-Pierre-et-Saint-Paul
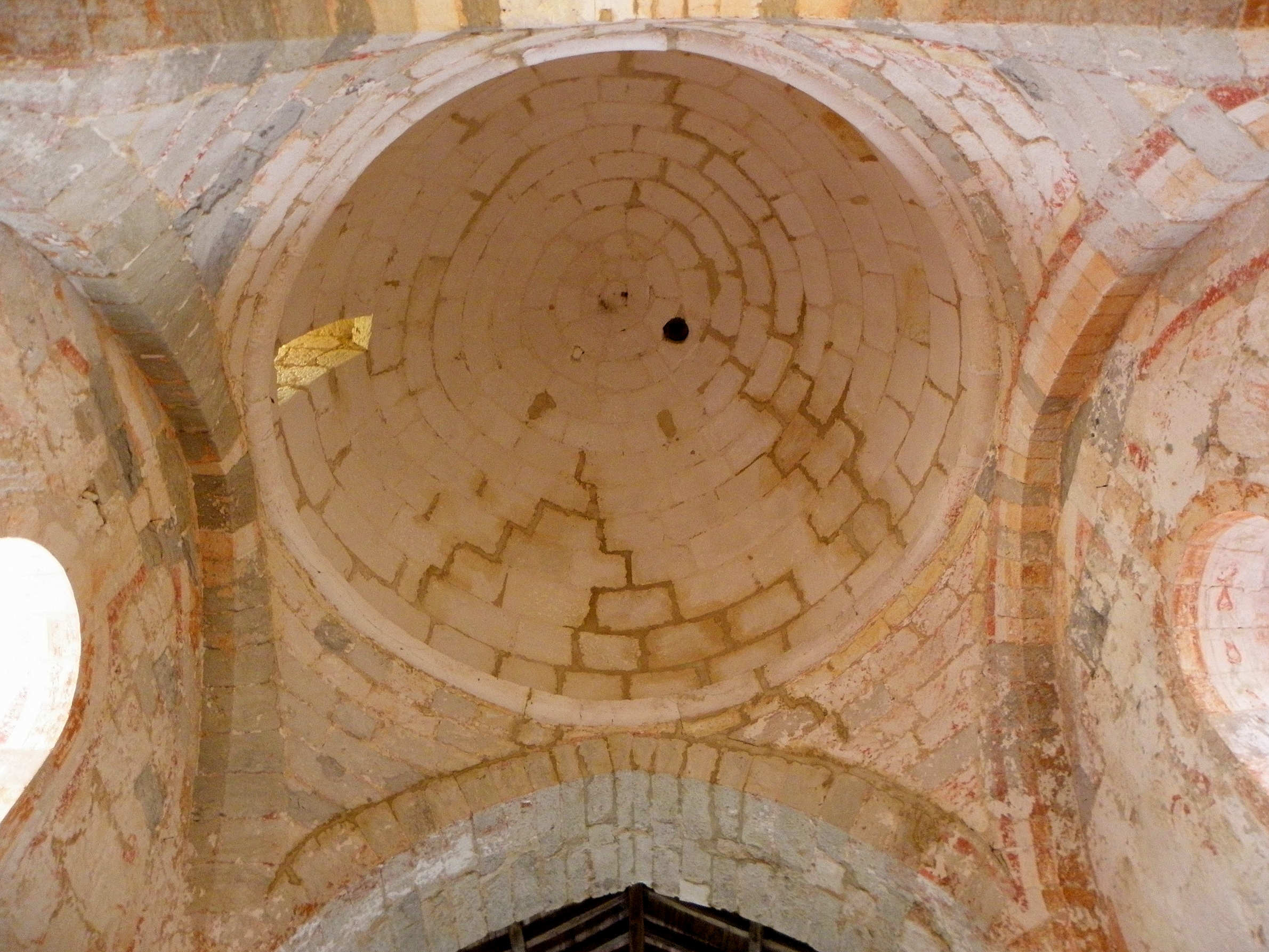
Kuppel im Chor
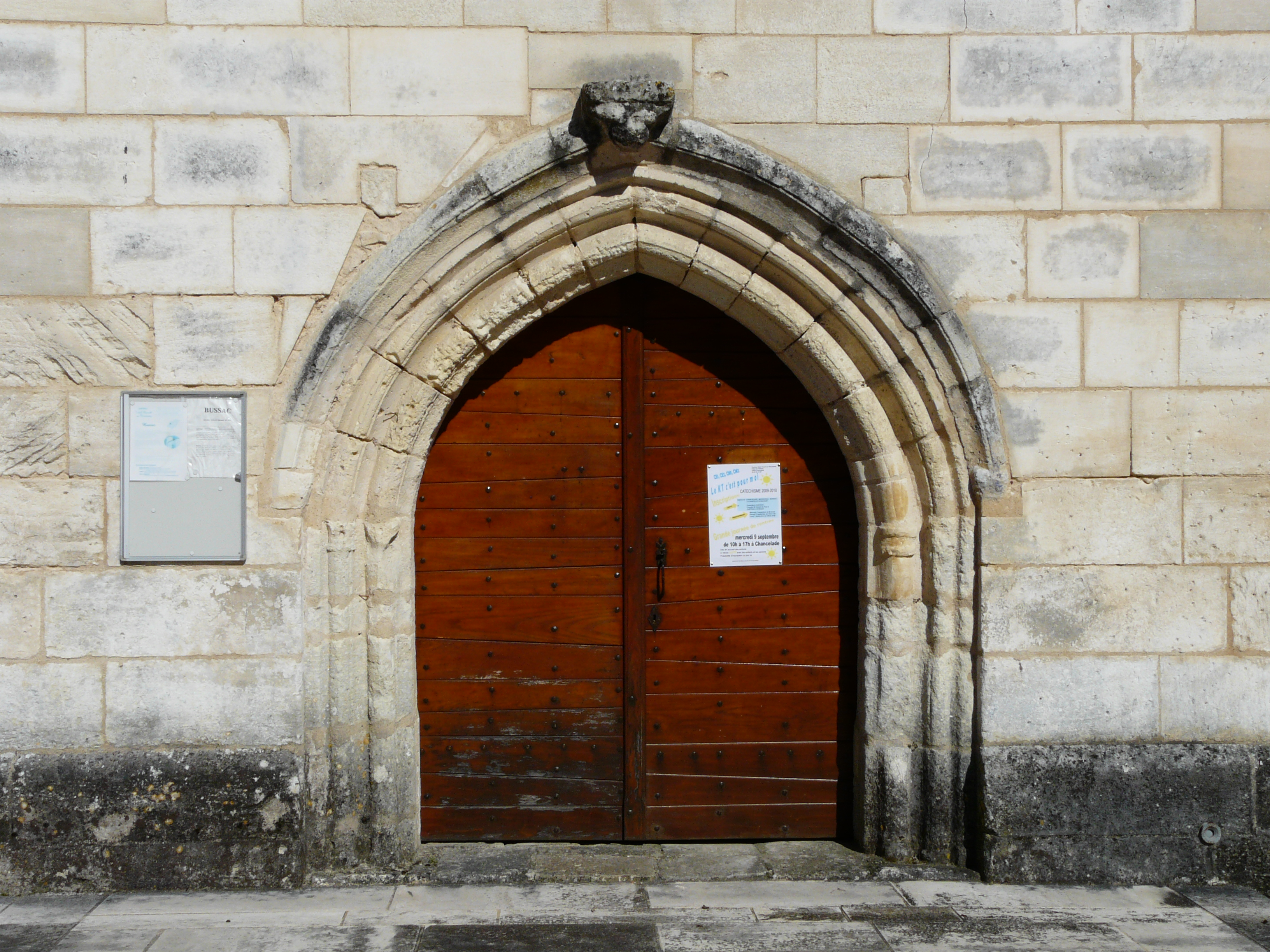
Eingangsportal der Ortskirche
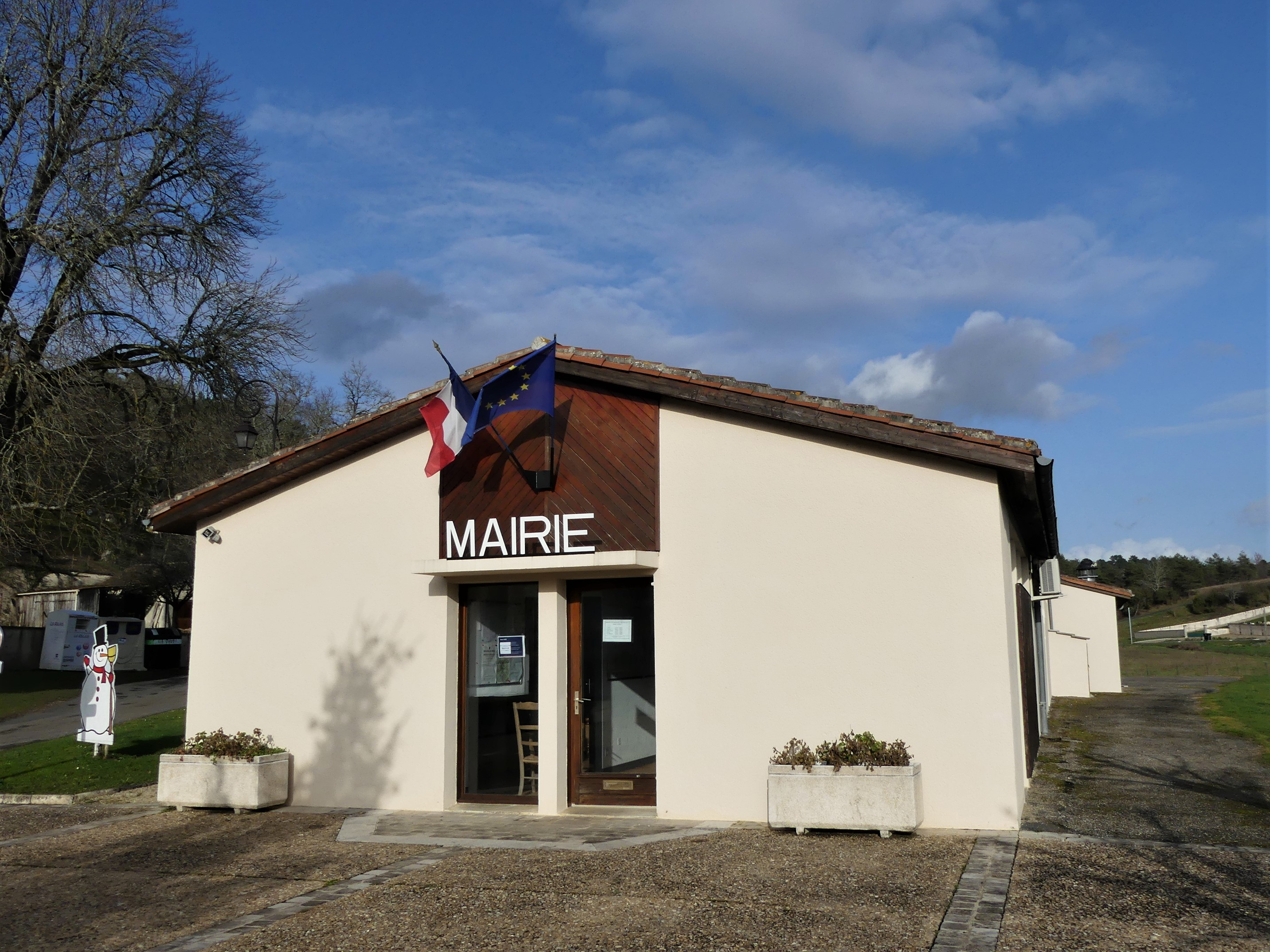
Rathaus von Bussac im Jahr 2020
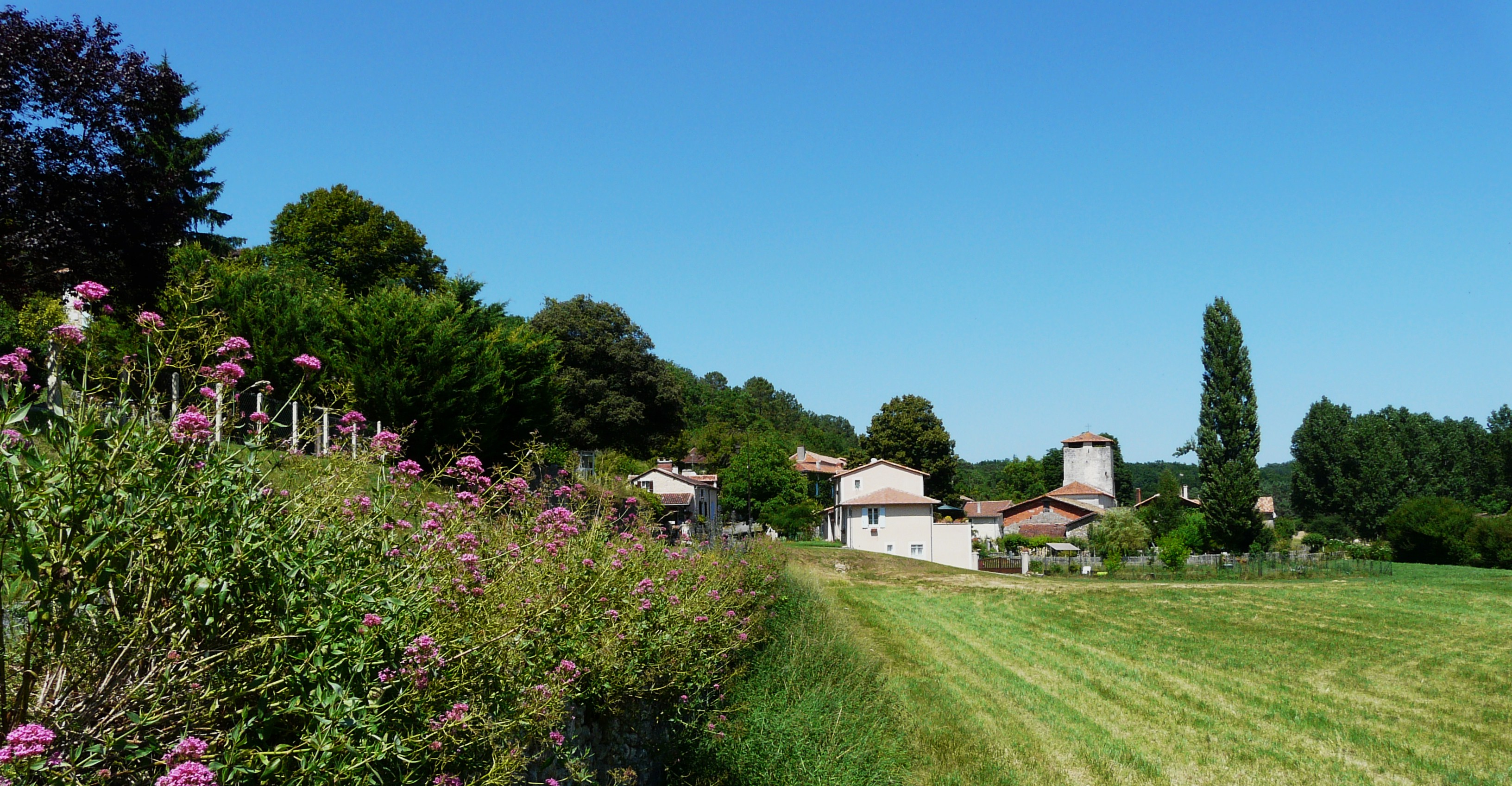
Ortsansicht von Bussac
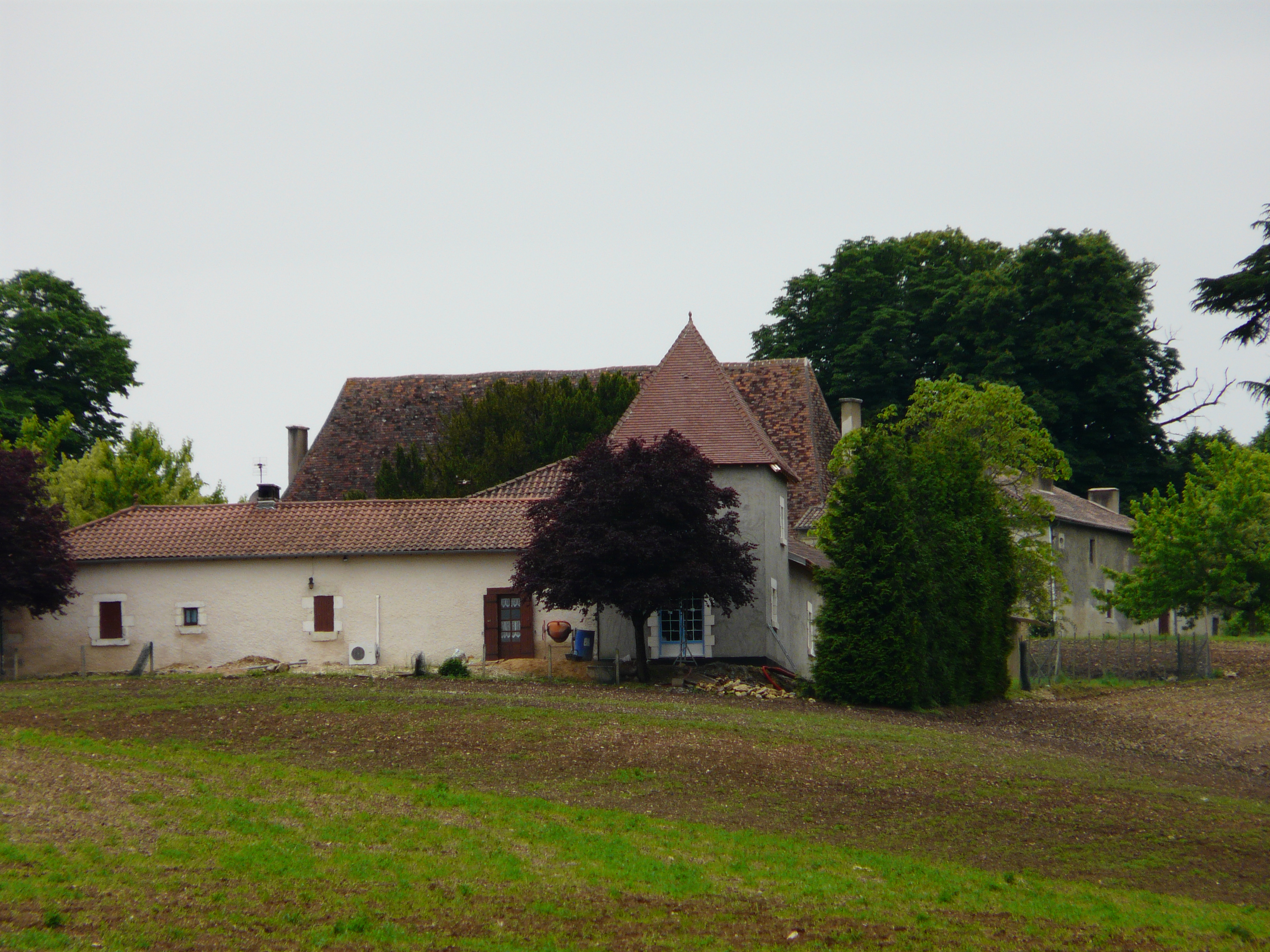
Landsitz Valpaput
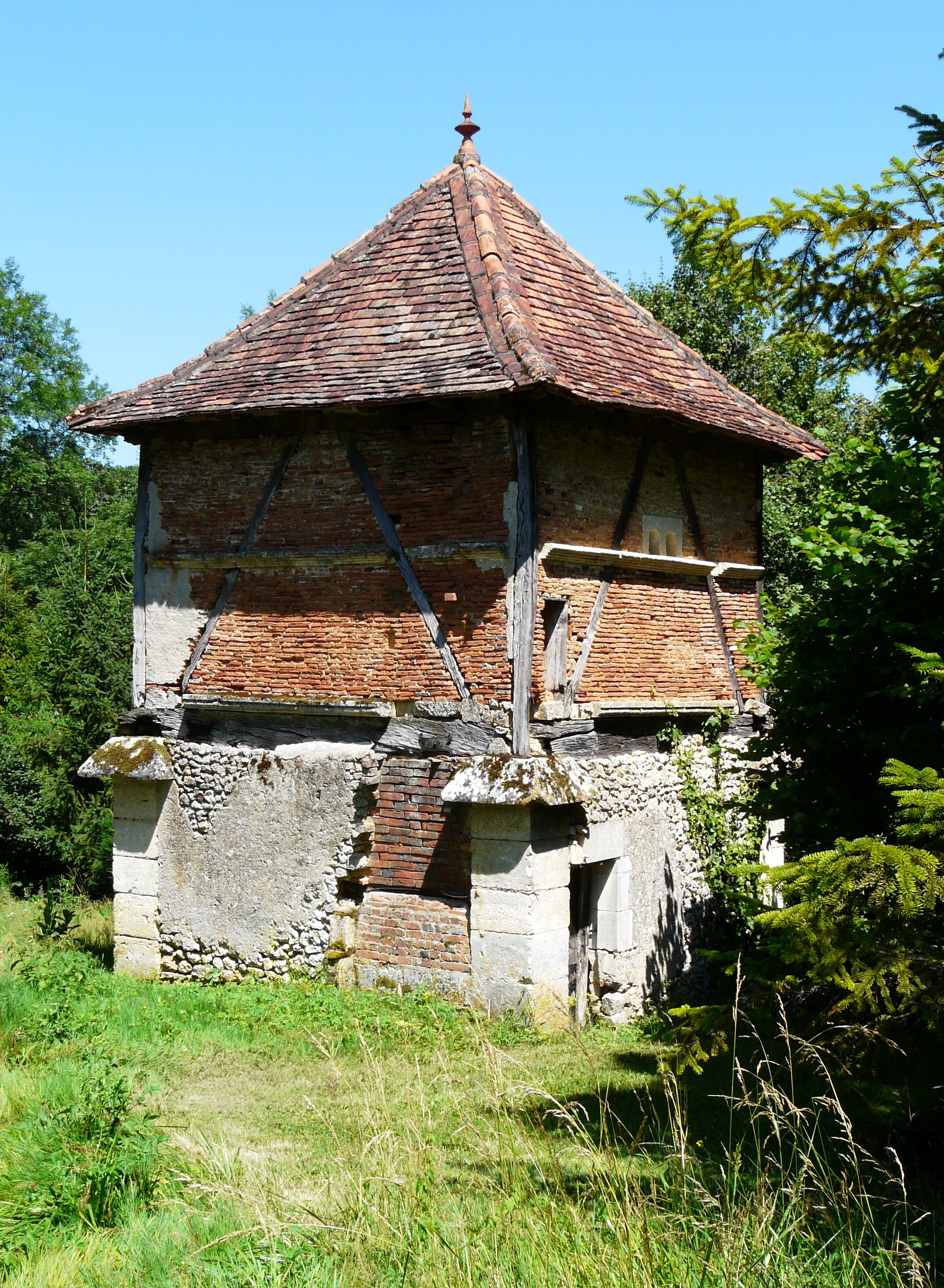
Taubenturm von Rousselie Basse
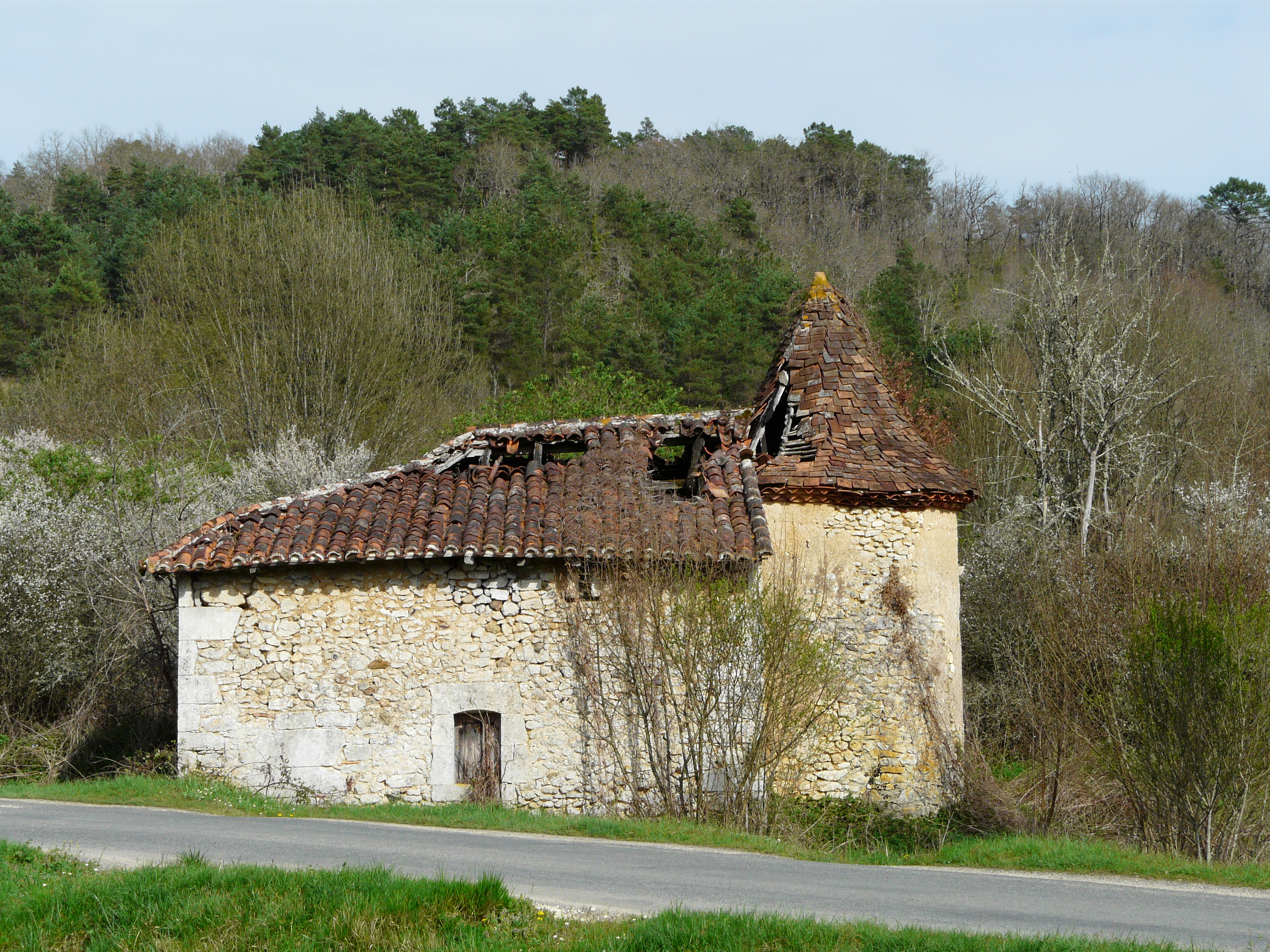
An der Kreuzung von D 2 und D 109 gelegene Ruine
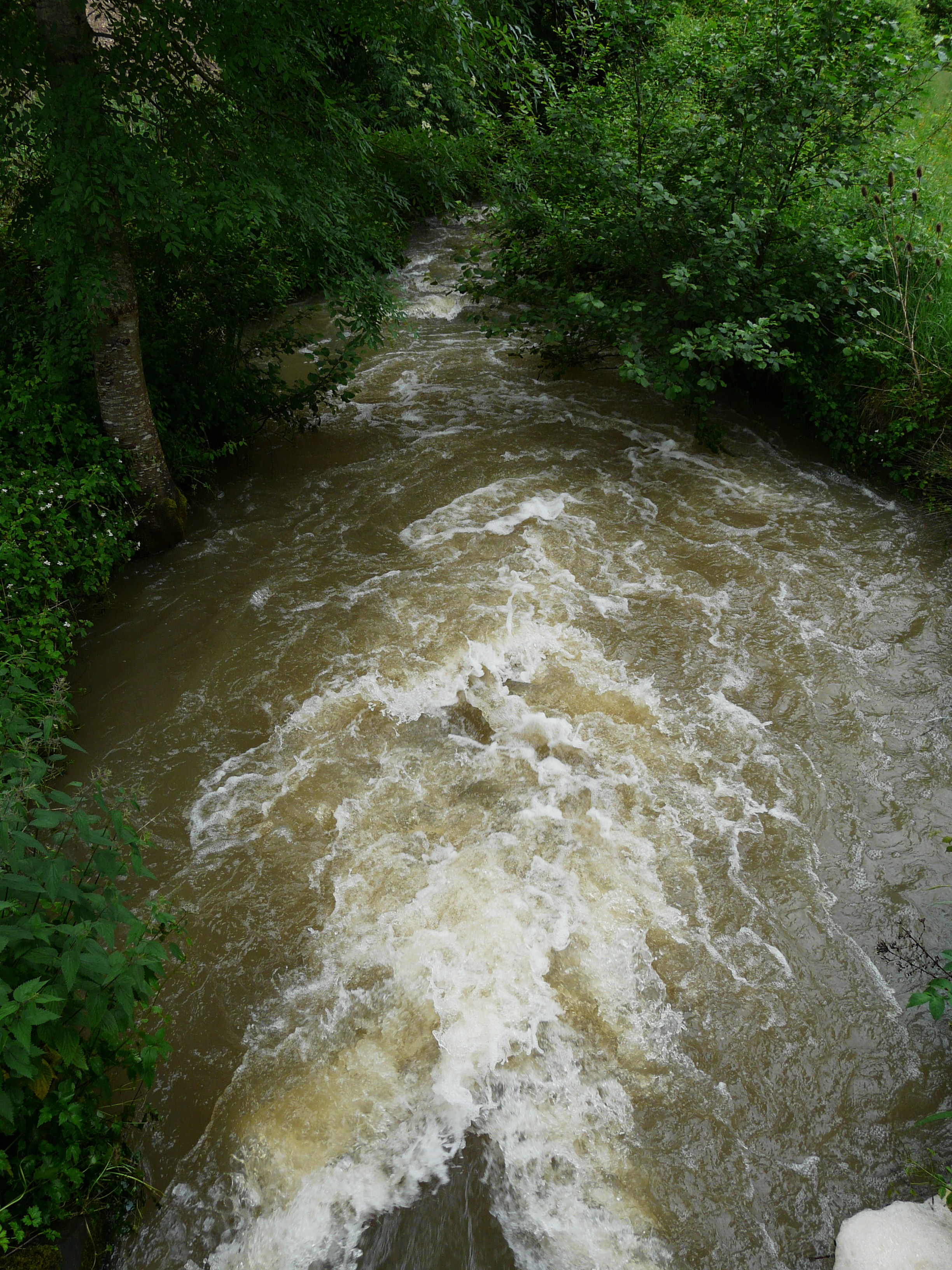
Die Donzelle unterhalb der Mühle von Saute-Mouton